# Список Героев Социалистического Труда (Барабанов — Баянов)
Эта страница является частью списка Героев Социалистического Труда и перечисляет в алфавитном порядке лиц, удостоенных звания Героя Социалистического Труда, чьи фамилии начинаются с буквы «Б», от Барабанов до Баянов.
- Список не включает дважды и трижды Героев Социалистического Труда, а также лиц, лишённых этого звания.
- Список содержит информацию о датах жизни, роде деятельности и дате присвоения звания Героя.
- Герои, удостоенные звания посмертно, выделены в списке  серым цветом .
- Герои, сменившие фамилию после присвоения звания, приводятся в списках дважды, при этом строка с новой фамилией выделяется  бежевым цветом  и не имеет номера.

## Список людей, фамилии которых начинаются с «Б»
| Навигационная таблица | Навигационная таблица   |
| --------------------- | ----------------------- |
| «Б»                   | Баба-Заде — Базилевский |
| «Б»                   | Баиров — Банцер         |
| «Б»                   | Барабанов — Баянов      |
| «Б»                   | Бгажноков — Бенидзе     |
| «Б»                   | Берг — Блюнская         |
| «Б»                   | Бобенко — Болюнова      |
| «Б»                   | Бондарев — Бояршинова   |
| «Б»                   | Брагазин — Бульбаха     |
| «Б»                   | Буматов — Бяшимова      |

| №         | Фамилия, имя, отчество           | Даты жизни              | Деятельность | Дата присвоения | ГС         |
| --------- | -------------------------------- | ----------------------- | --- | --------------- | ---------- |
| 1         | Барабанов Алексей Никитич        | 15.03.1898 — 22.04.1982 | Звеньевой механизированного звена совхоза «Робейка» Новгородского района Новгородской области | 30.04.1966      | [ ГС 1 ]   |
| 2         | Барабанов Василий Арсентьевич    | 21.04.1900 — 05.03.1964 | Начальник Управления исправительно-трудовых лагерей и строительства Цимлянского гидроузла Волго-Донского судоходного канала имени В. И. Ленина Министерства внутренних дел СССР, полковник                                                  | 19.09.1952      | [ ГС 2 ]   |
| 3         | Барабанов Леонид Петрович        | 16.07.1935 — 05.08.1996 | Вальцовщик Первоуральского новотрубного завода Министерства чёрной металлургии СССР, Свердловская область | 05.03.1976      | [ ГС 3 ]   |
| 4         | Барабаш Василий Андреевич        | род. 03.12.1927         | Токарь Старо-Краматорского машиностроительного завода имени Орджоникидзе Министерство тяжёлого, энергетического и транспортного машиностроения, Донецкая область                                                                            | 09.07.1966      |            |
| 5         | Барабаш Матрёна Андреевна        | 25.03.1912 — 13.01.1992 | Звеньевая колхоза «Червоний партизан» Улановского района Винницкой области | 28.08.1952      | [ ГС 4 ]   |
| 6         | Барабашов Николай Павлович       | 30.03.1894 — 29.04.1971 | Директор Харьковской астрономической обсерватории, председатель Астрокомитета Академии наук СССР | 13.03.1969      | [ ГС 5 ]   |
| 7         | Барабащук Николай Григорьевич    | род. 1926               | Старший оператор производственного объединения «Дрогобычнефтепереработка» Министерства нефтеперерабатывающей и нефтехимической промышленности СССР, Львовская область                                                                       | 20.04.1971      |            |
| 8         | Барадин Пантелей Дмитриевич      | род. 1923               | Табаковод колхоза «Заря коммунизма» Флорештского района Молдавской ССР | 08.12.1973      |            |
| 9         | Бараев Александр Иванович        | 16.07.1908 — 08.09.1985 | Директор Всесоюзного научно-исследовательского института зернового хозяйства, академик Всесоюзной академии сельскохозяйственных наук имени В. И. Ленина, пос. Шортанды Целиноградской области                                               | 03.03.1980      | [ ГС 6 ]   |
| 10        | Баракаева Шарафат                | 1918 — ????             | Бригадир полеводческой бригады колхоза «Октябрь» Каракульского района Бухарской области | 11.01.1957      | [ ГС 7 ]   |
| 11        | Баракова Елена Васильевна        | 20.05.1903 — 06.02.1953 | Бригадир фермы колхоза «12-й Октябрь» Костромского района Костромской области | 23.07.1948      | [ ГС 8 ]   |
| 12        | Бараковский Степан Семёнович     | 1914 — ????             | Бригадир штукатуров управления начальника работ № 112 строительного треста № 8, Ростовская область | 11.08.1966      | [ ГС 9 ]   |
| 13        | Барамидзе Гогуца Калистратовна   | 1927 — ????             | Звеньевая колхоза имени Махарадзе Ланчхутского района Грузинской ССР | 29.08.1949      | [ ГС 10 ]  |
| 14        | Барамыгин Николай Константинович | 12.12.1886 — 1972       | Бригадир колхоза имени Энгельса Олёкминского района Якутской АССР | 21.06.1950      | [ ГС 11 ]  |
| 14.000001 | Баран Вера Степановна            | род. 1941               | Звеньевая колхоза «Прапор Жовтня» Локачинского района Волынской области | 31.12.1965      |            |
| 15        | Баранас Пётр Ильич               | 01.01.1914 — 1998       | Директор совхоза «Чесноковский» Михайловского района Амурской области | 08.04.1971      | [ ГС 12 ]  |
| 16        | Баранников Виктор Дмитриевич     | род. 24.07.1942         | Бригадир комплексной бригады Саргатской межколхозной строительной организации, Омская область | 28.02.1974      | [ ГС 13 ]  |
| 17        | Баранников Матвей Игнатьевич     | 15.11.1915 — 17.04.1986 | Тракторист областной сельскохозяйственной станции Тельманского района Карагандинской области | 19.04.1967      | [ ГС 14 ]  |
| 18        | Баранов Александр Андреевич      | 21.09.1902 — 07.02.1981 | Председатель колхоза имени Ленина Курганинского района Краснодарского края | 24.02.1948      | [ ГС 15 ]  |
| 19        | Баранов Анатолий Иванович        | 27.04.1937 — 23.02.2017 | Механизатор совхоза «Суворовский» Иртышского района Павлодарской области | 19.02.1981      | [ ГС 16 ]  |
| 20        | Баранов Василий Николаевич       | 15.01.1922 — 12.09.1977 | Шофёр Баяндаевского леспромхоза Министерства лесной, целлюлозно-бумажной и деревообрабатывающей промышленности СССР, Усть-Ордынский Бурятский национальный округ Иркутской области                                                          | 17.09.1966      | [ ГС 17 ]  |
| 21        | Баранов Михаил Антонович         | 1902 — ????             | Директор Краснокутской МТС Харьковской области | 07.05.1948      |            |
| 22        | Баранов Николай Ефимович         | 17.08.1927 — 14.11.2009 | Машинист электровоза локомотивного депо Тула Московской железной дороги, Тульская область | 04.08.1966      | [ ГС 18 ]  |
| 23        | Баранов Павел Терентьевич        | 20.02.1929 — 18.08.2006 | Бригадир комплексной бригады передвижной механизированной колонны № 1046 управления «Россельстрой» Министерства сельского строительства РСФСР, Ростовская область                                                                           | 19.03.1981      | [ ГС 19 ]  |
| 24        | Баранов Тимофей Владимирович     | 1917 — ????             | Старший механик Больше-Уринской МТС Канского района Красноярского края | 07.01.1948      | [ ГС 20 ]  |
| 25        | Баранов Юрий Иванович            | род. 03.01.1934         | Директор шахты имени газеты «Социалистический Донбасс» производственного объединения «Донецкуголь» Министерства угольной промышленности Украинской ССР, Донецкая область                                                                    | 02.03.1981      | [ ГС 21 ]  |
| 26        | Баранова Акулина Григорьевна     | 01.05.1910 — 08.02.1983 | Звеньевая колхоза «Дружба» Бурынского района Сумской области | 26.02.1958      | [ ГС 22 ]  |
| 26.000002 | Баранова Александра Егоровна     | род. 1929               | Звеньевая колхоза «Красный партизан» Прокопьевского района Кемеровской области | 25.02.1949      | [ ГС 23 ]  |
| 27        | Баранова Ефросинья Васильевна    | 02.06.1922 — 11.02.1999 | Звеньевая колхоза «Слава» Дубровского района Брянской области | 30.04.1966      | [ ГС 24 ]  |
| 28        | Баранова Мария Ефимовна          | 09.1923 — 22.05.1991    | Звеньевая рисоводческого совхоза «Славянский» Славянского района Краснодарского края | 23.06.1966      | [ ГС 25 ]  |
| 29        | Баранова Нина Митрофановна       | 14.06.1922 — 16.12.2008 | Свинарка совхоза «Городец» Шкловского района Могилёвской области | 08.04.1971      | [ ГС 26 ]  |
| 30        | Барановский Анатолий Андреевич   | 06.05.1937 — 31.07.2009 | Бригадир укрупнённой комплексной бригады докеров-механизаторов Ильичёвского морского торгового порта Министерства морского флота СССР, Одесская область                                                                                     | 19.02.1976      | [ ГС 27 ]  |
| 31        | Барановский Михаил Тимофеевич    | 04.09.1912 — 05.1970    | Бригадир колхоза имени Будённого Сосновского района Челябинской области | 14.07.1951      | [ ГС 28 ]  |
| 32        | Баранок Михаил Степанович        | 21.10.1942 — 12.08.2014 | Председатель колхоза «Победа» Погарского района Брянской области | 29.08.1986      | [ ГС 29 ]  |
| 33        | Баранский Николай Николаевич     | 27.07.1881 — 29.11.1963 | Географ, член-корреспондент Академии наук СССР, гор. Москва | 28.03.1962      | [ ГС 30 ]  |
| 34        | Баратов Абдухамид                | 17.04.1910 — 1994       | Звеньевой колхоза имени Фрунзе Ленинабадского района Ленинабадской области | 02.06.1948      | [ ГС 31 ]  |
| 35        | Баратов Холбобо                  | 1906—1959               | Председатель колхоза «Ленинград» Шахринауского района Таджикской ССР | 17.01.1957      | [ ГС 32 ]  |
| 36        | Баратова Мукаддас                | 1909—1950               | Звеньевая колхоза имени Крупской Пахтаабадского района Сталинабадской области | 01.03.1948      | [ ГС 33 ]  |
| 37        | Барахоева Лемка Эльбускиевна     | 1918 — 25.04.1988       | Доярка совхоза «Назрановский» Назрановского района Чечено-Ингушской АССР | 24.12.1965      | [ ГС 34 ]  |
| 38        | Барашкин Дмитрий Иванович        | 01.09.1922 — 19.02.2004 | Сталевар Минского автомобильного завода Министерства автомобильной промышленности СССР | 22.08.1966      | [ ГС 35 ]  |
| 39        | Барашков Александр Васильевич    | 25.11.1931 — 07.11.2001 | Слесарь Рыбинского завода полиграфических машин Министерства машиностроения для лёгкой и пищевой промышленности и бытовых приборов СССР, Ярославская область                                                                                | 20.04.1971      | [ ГС 36 ]  |
| 40        | Барашков Василий Афанасьевич     | 15.04.1926 — 17.02.1995 | Машинист бумагоделательной машины Сухонского целлюлозно-бумажного комбината Министерства целлюлозно-бумажной промышленности СССР, гор. Сокол Вологодской области                                                                            | 20.04.1971      | [ ГС 37 ]  |
| 41        | Барбадын Анна Ивановна           | 1923 — ????             | Доярка племенного завода опытного хозяйства «Оброшино» Научно-исследовательского института земледелия и животноводства западных районов Украинской ССР, Львовская область                                                                   | 22.03.1966      | [ ГС 38 ]  |
| 42        | Барбакадзе Григорий Георгиевич   | 1922 — ????             | Звеньевой колхоза имени Сталина Боритского сельсовета Орджоникидзевского района Грузинской ССР | 05.09.1950      | [ ГС 39 ]  |
| 43        | Барбашина Анна Никитична         | 07.10.1925 — 06.01.1993 | Звеньевая колхоза имени Тельмана Ессентукского района Ставропольского края | 30.01.1948      | [ ГС 40 ]  |
| 44        | Барбузанов Иван Иванович         | 19.06.1919 — 04.03.1990 | Комбайнёр Курмышской МТС Пильнинского района Горьковской области | 10.07.1952      | [ ГС 41 ]  |
| 45        | Бардагов Георгий Тимофеевич      | 22.04.1905 — 13.07.1982 | Управляющий трестом «Огнеупорнеруд» Министерства чёрной металлургии Украинской ССР, гор. Донецк | 30.03.1971      | [ ГС 42 ]  |
| 46        | Бардин Александр Григорьевич     | 25.11.1926 — 06.02.1997 | Шлифовщик Московского завода режущих инструментов «Фрезер» имени М. И. Калинина Министерства станкостроительной и инструментальной промышленности СССР.                                                                                     | 24.06.1982      | [ ГС 43 ]  |
| 47        | Бардин Иван Павлович             | 13.11.1883 — 07.01.1960 | Директор Института металлургии Академии наук СССР, вице-президент АН СССР, гор. Москва | 10.06.1945      | [ ГС 44 ]  |
| 48        | Бардина Мария Дмитриевна         | 09.03.1926 — 29.03.2012 | Старший мастер Рязанского кожевенного завода имени Октябрьской революции Министерства лёгкой промышленности РСФСР | 09.06.1966      | [ ГС 45 ]  |
| 49        | Бардышев Владимир Фёдорович      | 18.08.1936 — 24.08.2003 | Бригадир горнорабочих очистного забоя шахты «Новокузнецкая» производственного объединения «Южкузбассуголь» Министерства угольной промышленности СССР, Кемеровская область                                                                   | 02.06.1983      | [ ГС 46 ]  |
| 50        | Баренбойм Исаак Юлисович         | 21.10.1910 — 27.08.1984 | Командир мостовосстановительного отряда № 3 Управления военно-восстановительных работ № 3 Воронежского фронта | 05.11.1943      | [ ГС 47 ]  |
| 51        | Барзания Алексей Хабугович       | 1887 — 14.07.1976       | Звеньевой колхоза имени Молотова Гудаутского района Абхазской АССР | 21.02.1948      | [ ГС 48 ]  |
| 52        | Барзания Самсон Хабугович        | 1910—1949               | Звеньевой колхоза имени Молотова Гудаутского района Абхазской АССР | 21.02.1948      | [ ГС 49 ]  |
| 53        | Бариев Нургали Бариевич          | 01.01.1919 — 08.08.1998 | Председатель колхоза «Урняк» Арского района Татарской АССР | 22.03.1966      | [ ГС 50 ]  |
| 54        | Барин Степан Яковлевич           | 14.11.1914 — 03.06.1983 | Старший мастер сталеплавильного отделения Уральского вагоностроительного завода Свердловского совнархоза | 19.07.1958      | [ ГС 51 ]  |
| 55        | Баринов Григорий Сергеевич       | 22.06.1911 — 27.05.1981 | Бригадир слесарей-сантехников управления № 2 «Жилстрой» треста «Мордовпромжилстрой», Мордовская АССР | 11.08.1966      | [ ГС 52 ]  |
| 56        | Баринов Леонид Михайлович        | 04.06.1937 — 27.06.1998 | Токарь Московского автомобильного завода имени И. А. Лихачёва производственного объединения «ЗИЛ» Министерства автомобильной промышленности СССР                                                                                            | 16.01.1981      | [ ГС 53 ]  |
| 57        | Баринова Татьяна Михайловна      | 28.01.1918 — 05.01.1998 | Бригадир цеха резиновой обуви завода «Сарканайс квадратс» Латвийского совнархоза, гор. Рига | 07.03.1960      | [ ГС 54 ]  |
| 58        | Баркина Галина Михайловна        | 17.11.1929 — 18.10.2017 | Звеньевая семеноводческого колхоза «Доброволец» Лунинского района Пензенской области | 27.06.1950      | [ ГС 55 ]  |
| 59        | Барков Николай Семёнович         | 1907 — ????             | Начальник строительно-монтажного управления № 3 сварочно-монтажного треста Министерства газовой промышленности СССР, Куйбышевская область                                                                                                   | 01.07.1966      |            |
| 60        | Барковский Захар Иванович        | 03.09.1911 — 04.10.1995 | Директор экспериментальной базы «Устье» Белорусского научно-исследовательского института земледелия, Витебская область | 08.04.1971      | [ ГС 56 ]  |
| 61        | Баркун Николай Яковлевич         | род. 06.03.1937         | Слесарь-инструментальщик Минского радиозавода имени 50-летия Компартии Белоруссии Минского производственного объединения «Горизонт» Министерства промышленности средств связи СССР                                                          | 29.03.1976      | [ ГС 57 ]  |
| 62        | Барлыкбаев Исембай               | 1913 — ????             | Старший чабан колхоза «Красные горные орлы» Урджарского района Семипалатинской области | 29.03.1958      | [ ГС 58 ]  |
| 63        | Бармин Владимир Павлович         | 16.03.1909 — 17.07.1993 | Главный конструктор Государственного конструкторского бюро специального машиностроения Министерства машиностроения СССР, гор. Москва | 20.04.1956      | [ ГС 59 ]  |
| 64        | Бармин Сергей Фёдорович          | 26.11.1921 — 09.05.1989 | Главный инженер Ленинградского управления магистральных газопроводов Министерства газовой промышленности СССР | 01.07.1966      | [ ГС 60 ]  |
| 65        | Бармута Владимир Иванович        | род. 29.07.1939         | Капитан-директор большого рыболовного траулера «Мыс Сенявина» Сахалинского производственного объединения рыбной промышленности Министерства рыбного хозяйства СССР, гор. Невельск Сахалинской области                                       | 12.05.1977      | [ ГС 61 ]  |
| 66        | Барнабашвили Георгий Иорданович  | 1893 — ????             | Бригадир полеводческой бригады совхоза «Эльдарский» Министерства совхозов СССР, Грузинская ССР | 30.05.1951      |            |
| 67        | Барнабишвили Иван Ильич          | 1909 — ????             | Звеньевой колхоза имени Орджоникидзе Лагодехского района Грузинской ССР | 21.02.1948      | [ ГС 62 ]  |
| 68        | Барнаева Муяссар                 | род. 1942               | Управляющая отделением совхоза «50 лет Октября» Ромитанского района Бухарской области | 10.12.1973      | [ ГС 63 ]  |
| 69        | Барнашева Таисия Георгиевна      | 13.01.1929 — 28.01.2006 | Звеньевая совхоза «Анжерский» Министерства совхозов СССР, Анжеро-Судженский район Кемеровской области | 03.07.1950      | [ ГС 64 ]  |
| 70        | Баронина Александра Алексеевна   | 1909—1996               | Доярка колхоза «Путь к коммуне» Ленинского района Московской области | 18.09.1950      | [ ГС 65 ]  |
| 70.000003 | Барташевич Мария Викторовна      | 29.06.1934 — 28.06.2009 | Доярка птицесовхоза «Свислочь» Гродненского района Гродненской области | 18.01.1958      | [ ГС 66 ]  |
| 71        | Бартенев Данил Михайлович        | 1919 — 24.04.1997       | Бригадир комплексной бригады 2-го строительного управления треста «Сталиногорскхимуглестрой» Тульского совнархоза | 09.08.1958      | [ ГС 67 ]  |
| 72        | Барткус Стасис Йонович           | 03.03.1929 — 2012       | Первый секретарь Пасвальского райкома Компартии Литвы | 14.12.1984      |            |
| 73        | Бартулис Антон Петрович          | 25.06.1912 — 18.05.1993 | Свинарь совхоза «Какениеки» Добельского района Латвийской ССР | 25.12.1959      | [ ГС 68 ]  |
| 74        | Барулина Юлия Титовна            | род. 16.05.1937         | Стерженщица Московского автомобильного завода имени Лихачёва Министерства автомобильной промышленности СССР | 17.05.1977      | [ ГС 69 ]  |
| 75        | Барусявичюс Иозас Домович        | 05.10.1926 — 15.01.2022 | Старший мастер по добыче рыбы большого морозильного рыболовного траулера «Крылов» Литовского производственного управления рыбной промышленности                                                                                             | 13.04.1963      |            |
| 76        | Бархатов Анатолий Максимович     | род. 20.04.1945         | Бригадир комплексной бригады станочников Красноярского комбайнового завода Красноярского производственного объединения по зерноуборочным комбайнам Министерства автомобильного и сельскохозяйственного машиностроения СССР                  | 01.10.1991      | [ ГС 70 ]  |
| 77        | Барщевская Марфа Макаровна       | 23.08.1926 — 09.04.2007 | Звеньевая колхоза имени Кирова Литинского района Винницкой области | 28.08.1952      | [ ГС 71 ]  |
| 78        | Барысбаев Амирхан                | 1896 — ????             | Председатель колхоза «Коминтерн» Иргизского района Актюбинской области | 23.07.1948      | [ ГС 72 ]  |
| 79        | Барышев Тимофей Иванович         | 1906 — 26.11.1987       | Председатель колхоза «Покровское» Истринского района Московской области | 19.02.1948      | [ ГС 73 ]  |
| 80        | Барышевский Владимир Иванович    | 05.11.1933 — 29.04.2003 | Старший крановщик Николаевского морского торгового порта Министерства морского флота СССР, Николаевская область | 09.08.1963      | [ ГС 74 ]  |
| 81        | Барышников Александр Гаврилович  | 07.09.1920 — 09.12.2008 | Командир авиационной эскадрильи Московского транспортного управления гражданской авиации Министерства гражданской авиации СССР | 09.02.1973      | [ ГС 75 ]  |
| 82        | Барышников Валентин Леонидович   | 23.07.1914 — 25.04.1988 | Управляющий трестом «Уралэлектросетьстрой» Министерства энергетики и электрификации СССР, гор. Свердловск | 20.04.1971      |            |
| 83        | Барышников Геннадий Иванович     | 31.08.1914 — 03.10.1996 | Старший мастер Металлургического завода имени А. К. Серова Министерства чёрной металлургии СССР, Свердловская область | 22.03.1966      | [ ГС 76 ]  |
| 84        | Басанько Александр Дмитриевич    | 09.12.1905 — 12.07.1997 | Председатель колхоза имени Будённого Ичнянского района Черниговской области | 23.04.1952      | [ ГС 77 ]  |
| 85        | Басенко Григорий Филимонович     | 01.07.1918 — 26.11.2001 | Бригадир тракторной бригады Больше-Уринской МТС Канского района Красноярского края | 21.02.1949      | [ ГС 78 ]  |
| 86        | Басиел Андрей Павлович           | 14.12.1907 — 19.06.1980 | Заведующий районным отделом сельского хозяйства Котовского района Одесской области | 19.07.1951      | [ ГС 79 ]  |
| 87        | Басимбеков Жаксылык              | 15.03.1897 — 24.01.1984 | Старший чабан колхоза «Томар» Каркаралинского района Карагандинской области | 23.07.1948      | [ ГС 80 ]  |
| 88        | Басин Ефим Владимирович          | род. 03.01.1940         | Начальник проектно-промышленно-строительного объединения «Бамтрансстрой» — заместитель министра транспортного строительства СССР, гор. Москва                                                                                               | 10.08.1990      | [ ГС 81 ]  |
| 89        | Басистов Анатолий Георгиевич     | 23.10.1920 — 16.09.1998 | Начальник Научно-тематического центра при опытно-конструкторском бюро «Вымпел» Министерства радиопромышленности СССР, гор. Москва | 19.09.1968      | [ ГС 82 ]  |
| 90        | Баскаков Александр Иванович      | 30.09.1927 — 27.02.2007 | Машинист бумагоделательной машины Углегорского целлюлозно-бумажного комбината Министерства целлюлозно-бумажной промышленности СССР, Сахалинская область                                                                                     | 04.03.1976      | [ ГС 83 ]  |
| 91        | Баскаков Николай Иванович        | 18.01.1905 — 19.04.1969 | Управляющий трестом «Двиносплав» Архангельской области | 05.10.1957      | [ ГС 84 ]  |
| 92        | Баскакова Евдокия Семёновна      | 10.08.1908 — 08.02.1969 | Звеньевая колхоза «Прогресс» Добринского района Воронежской области | 07.05.1948      | [ ГС 85 ]  |
| 93        | Баскакова Светлана Петровна      | 24.12.1939 — 05.02.2023 | Ткачиха Вичугской прядильно-ткацкой фабрики имени В. П. Ногина Министерства текстильной промышленности РСФСР, Ивановская область | 12.05.1977      | [ ГС 86 ]  |
| 94        | Баскарбаев Ергалий               | 01.05.1921 — 08.12.1998 | Монтёр Семипалатинского эксплуатационно-технического узла связи Министерства связи СССР | 18.07.1966      | [ ГС 87 ]  |
| 95        | Басников Василий Сергеевич       | 14.01.1914 — 22.02.1997 | Председатель колхоза имени XXI съезда КПСС Бабаевского района Вологодской области | 08.04.1971      | [ ГС 88 ]  |
| 96        | Басов Алексей Дмитриевич         | 30.03.1929 — 20.04.1985 | Бригадир комплексной бригады строительного управления № 93 треста «Мосстрой» № 26 Главмоспромстроя Мосгорисполкома, гор. Видное Московской области                                                                                          | 11.03.1974      | [ ГС 89 ]  |
| 97        | Басов Владимир Степанович        | 24.09.1909 — 1985       | Токарь Ленинградского завода бумагоделательных машин имени 2-й пятилетки Министерства химического и нефтяного машиностроения СССР | 25.06.1966      | [ ГС 90 ]  |
| 98        | Басов Николай Семёнович          | 1920 — 05.08.1997       | Токарь-расточник Георгиевского арматурного завода имени Ленина Министерства химического и нефтяного машиностроения СССР, Ставропольский край                                                                                                | 25.06.1966      | [ ГС 91 ]  |
| 99        | Басс Лукерья Фёдоровна           | 1916 — ????             | Телятница колхоза «Маяк» Комратского района Молдавской ССР | 22.03.1966      | [ ГС 92 ]  |
| 100       | Баталов Алексей Владимирович     | 20.11.1928 — 15.06.2017 | Профессор Всесоюзного государственного института кинематографии имени С. А. Герасимова, народный артист СССР, гор. Москва | 09.03.1989      | [ ГС 93 ]  |
| 101       | Батанов Николай Яковлевич        | 12.09.1916 — 13.03.1983 | Первый секретарь Хайбуллинского райкома КПСС, Башкирская АССР | 11.01.1957      | [ ГС 94 ]  |
| 102       | Батенчук Евгений Никанорович     | 28.02.1914 — 30.05.1999 | Начальник производственного объединения «Камгэсэнергострой» Министерства энергетики и электрификации СССР, Татарская АССР | 14.09.1981      | [ ГС 95 ]  |
| 103       | Батиашвили Бидзин Георгиевич     | 1923 — ????             | Бригадир Цинандальского виноградарского совхоза Министерства пищевой промышленности СССР, Телавский район Грузинской ССР | 05.10.1949      | [ ГС 96 ]  |
| 104       | Батиров Казакбай                 | род. 1930               | Бригадир колхоза имени Куйбышева Ворошиловского района Сырдарьинской области | 26.02.1981      | [ ГС 97 ]  |
| 105       | Батиров Умарали                  | 1896 — ????             | Звеньевой колхоза имени Дзержинского Андижанского района Андижанской области | 18.05.1949      |            |
| 106       | Батиров Шарифбай                 | 1901 — ????             | Бригадир колхоза имени Сталина Дерезликского сельсовета Наманганского района Наманганской области | 02.11.1951      |            |
| 107       | Батицкий Фёдор Николаевич        | 11.09.1916 — 18.05.1987 | Комбайнёр Старо-Титаровской МТС Темрюкского района Краснодарского края | 20.05.1952      | [ ГС 98 ]  |
| 108       | Батищев Борис Михайлович         | 12.02.1927 — 18.07.2023 | Машинист паровозного депо Грязи Юго-Восточной железной дороги, Липецкая область | 01.08.1959      | [ ГС 99 ]  |
| 109       | Батковский Пётр Митрофанович     | 20.10.1906 — ????       | Работник оборонного предприятия, гор. Харьков | 29.08.1969      |            |
| 110       | Батохин Николай Михайлович       | 21.11.1918 — 02.11.1988 | Директор свиноводческого совхоза «Ладожский» Усть-Лабинского района Краснодарского края | 22.03.1966      | [ ГС 100 ] |
| 111       | Батраев Мамат Тавболатович       | 1927 — ????             | Бригадир колхоза имени Карла Либкнехта Бабаюртовского района Дагестанской АССР | 23.06.1966      | [ ГС 101 ] |
| 112       | Батракова Александра Ивановна    | 24.05.1912 — 14.04.1994 | Доярка колхоза имени Степана Халтурина Халтуринского района Кировской области | 22.03.1966      | [ ГС 102 ] |
| 113       | Батура Василий Иванович          | 1912 — ????             | Председатель колхоза имени XXII съезда КПСС Мироновского района Киевской области | 23.06.1966      |            |
| 114       | Батурин Эдуард Феодосович        | 20.10.1936 — 21.07.2021 | Машинист экскаватора Красногорского разреза комбината «Кузбасскарьеруголь» Министерства угольной промышленности СССР, Кемеровская область                                                                                                   | 30.03.1971      | [ ГС 103 ] |
| 115       | Батухтин Михаил Владимирович     | 24.01.1921 — 07.06.1992 | Председатель колхоза «Путь к коммунизму» Рамонского района Воронежской области | 08.04.1971      | [ ГС 104 ] |
| 116       | Батыгин Василий Михайлович       | 15.03.1903 — 28.12.1993 | Председатель колхоза «Родина» Нерехтского района Костромской области | 22.03.1966      | [ ГС 105 ] |
| 117       | Батырбаев Дубек                  | 1927 — 12.05.2001       | Старший чабан колхоза имени XXII партсъезда Талды-Курганского района Талды-Курганской области | 06.09.1973      | [ ГС 106 ] |
| 118       | Батыров Абден                    | 1884—1959               | Старший табунщик колхоза имени Молотова Джамбулского района Джамбулской области | 23.07.1948      | [ ГС 107 ] |
| 119       | Батыров Гаппар                   | 1916 — ????             | Председатель колхоза имени Кирова Тюря-Курганского района Наманганской области | 11.01.1957      | [ ГС 108 ] |
| 120       | Батырова Банат Хайрулловна       | 16.12.1904 — 19.07.1970 | Звеньевая колхоза «Идель» Кармаскалинского района Башкирской АССР | 02.04.1948      | [ ГС 109 ] |
| 121       | Батыршин Накий Хурамшинович      | 11.04.1932 — 28.05.2002 | Бригадир комплексной бригады управления «Промстрой» № 5 треста «Соколоврудстрой», Кустанайская область | 11.08.1966      | [ ГС 110 ] |
| 122       | Батюк Константин Павлович        | 15.09.1929 — 22.11.1997 | Директор Бучанской восьмилетней школы-интерната для детей-сирот и детей, оставшихся без попечения родителей, Киевская область | 16.12.1987      | [ ГС 111 ] |
| 123       | Баукенов Ислям Баукенович        | 10.10.1915 — 10.10.1981 | Председатель сельхозартели «Луч Ленина» Петропавловского района Северо-Казахстанской области | 11.01.1957      | [ ГС 112 ] |
| 124       | Баукова Александра Петровна      | 1928 — 05.04.1998       | Старший флотатор Белоусовской обогатительной фабрики Иртышского полиметаллического комбината имени 50-летия Казахской ССР Министерства цветной металлургии СССР, Восточно-Казахстанская область                                             | 30.03.1971      | [ ГС 113 ] |
| 125       | Баулин Анатолий Иванович         | 1925 — 27.12.1954       | Звеньевой колхоза «Заветы Ленина» Кемеровского района Кемеровской области | 25.02.1949      | [ ГС 114 ] |
| 126       | Баум Владимир Александрович      | 06.08.1922 — 14.03.2018 | Председатель колхоза имени XXII партсъезда Ивьевского района Гродненского области | 22.03.1966      | [ ГС 115 ] |
| 127       | Бах Алексей Николаевич           | 17.03.1857 — 13.05.1946 | Директор Института биохимии Академии наук СССР, академик-секретарь отделения химических наук АН СССР, академик АН СССР, гор. Москва | 10.06.1945      | [ ГС 116 ] |
| 128       | Бахадыров Халходжа Турсунбаевич  | 1929 — ????             | Бригадир комплексной бригады строительного управления № 1 треста № 153 Главташкентстроя, гор. Ташкент | 25.03.1971      | [ ГС 117 ] |
| 129       | Бахвалова Людмила Григорьевна    | 1929 — ????             | Доярка совхоза «Политотделец» Череповецкого района Вологодской области | 22.03.1966      | [ ГС 118 ] |
| 130       | Бахилов Василий Васильевич       | 01.05.1920 — 24.05.1983 | Первый секретарь Сургутского горкома КПСС, Ханты-Мансийский национальный округ Тюменской области | 30.03.1971      | [ ГС 119 ] |
| 131       | Бахирев Вячеслав Васильевич      | 17.09.1916 — 02.01.1991 | Министр машиностроения СССР, гор. Москва | 16.09.1976      | [ ГС 120 ] |
| 132       | Бахмадов Мады Джамалдинович      | род. 1931               | Чабан колхоза «Кавказ» села Вознесенское Малгобекского района Чечено-Ингушской АССР | 08.04.1971      | [ ГС 121 ] |
| 133       | Бахмацкий Василий Николаевич     | 01.01.1911 — 21.03.2004 | Старший чабан племовцезавода «Пролетарский» Пролетарского района Ростовской области | 22.03.1966      | [ ГС 122 ] |
| 134       | Бахолдина Варвара Максимовна     | 26.12.1914 — 02.06.1992 | Инженер Шипуновского районного управления сельского хозяйства, Алтайский край | 13.12.1972      | [ ГС 123 ] |
| 135       | Бахрамов Абдулла                 | 1900 — ????             | Бригадир полеводческой бригады колхоза имени Андреева Уйчинского района Наманганской области | 11.01.1957      | [ ГС 124 ] |
| 136       | Бахтадзе Валериан Артемьевич     | 1919 — ????             | Звеньевой колхоза имени Сталина Ахалсопельского сельсовета Цхакаевского района Грузинской ССР | 21.02.1948      | [ ГС 125 ] |
| 137       | Бахтадзе Капитон Константинович  | 1892 — ????             | Звеньевой колхоза «Ленинис Андердзи» Гальского района Абхазской АССР | 21.02.1948      | [ ГС 126 ] |
| 138       | Бахтадзе Ксения Ермолаевна       | 05.02.1899 — 25.11.1978 | Заведующая отделом Чаквского филиала Всесоюзного научно-исследовательского института чая и субтропических культур, академик Всесоюзной академии сельскохозяйственных наук имени В. И. Ленина и Академии наук Грузинской ССР, Аджарская АССР | 02.04.1966      | [ ГС 127 ] |
| 139       | Бахтадзе Шура Самсоновна         | 30.03.1926 — 10.07.2009 | Колхозница колхоза имени Берия Рухского сельсовета Зугдидского района Грузинской ССР | 29.08.1949      | [ ГС 128 ] |
| 140       | Бахтидзе Валериан Макариевич     | 1908 — ????             | Звеньевой колхоза «Комунисакен» Маяковского района Грузинской ССР | 09.08.1949      | [ ГС 129 ] |
| 141       | Бахтияров Мовлуд Асланович       | 1924 — ????             | Звеньевой колхоза «Игдам» Болнисского района Грузинской ССР | 03.07.1950      |            |
| 142       | Бахтияров Равиль Кудусович       | 04.01.1926 — 30.03.2001 | Электросварщик строительно-монтажного управления № 74 треста «Нефтепроводмонтаж» Министерства газовой промышленности СССР, Башкирская АССР                                                                                                  | 14.10.1967      | [ ГС 130 ] |
| 143       | Бахтыбаев Хайрулла               | 25.01.1925 — 27.07.2020 | Плавильщик Усть-Каменогорского свинцово-цинкового комбината имени В. И. Ленина Министерства цветной металлургии СССР, Восточно-Казахстанская область                                                                                        | 30.03.1971      | [ ГС 131 ] |
| 144       | Бахчигулян Саркис Акопович       | 1897 — ????             | Звеньевой колхоза «Ватан-Мугарибасы» Акстафинского района Азербайджанской ССР | 21.07.1949      | [ ГС 132 ] |
| 145       | Бахшинян Эдик Мисакович          | 03.12.1934 — 2002       | Начальник лётно-штурманского отдела Армянского управления гражданской авиации Министерства гражданской авиации СССР, гор. Ереван | 04.02.1983      | [ ГС 133 ] |
| 146       | Бацашвили Григорий Михайлович    | 1900 — ????             | Звеньевой колхоза имени Октябрьской революции Гурджаанского района Грузинской ССР | 09.08.1949      | [ ГС 134 ] |
| 147       | Бацикадзе Сергей Арчилович       | 1923 — ????             | Звеньевой колхоза села Двани Карельского района Грузинской ССР | 02.04.1966      | [ ГС 135 ] |
| 148       | Бачанов Дмитрий Васильевич       | 1927—1964               | Комбайнёр Черемновской МТС Называевского района Омской области | 11.01.1957      | [ ГС 136 ] |
| 149       | Бачинин Алексей Афанасьевич      | 06.10.1915 — 04.01.1995 | Вздымщик Режевского леспромхоза Министерства лесной, целлюлозно-бумажной и деревообрабатывающей промышленности СССР, Свердловская область                                                                                                   | 17.09.1966      | [ ГС 137 ] |
| 150       | Бачинин Иван Елисеевич           | 13.09.1918 — 15.01.2007 | Моторист электропилы Отрадновского леспромхоза Свердловской области | 05.10.1957      | [ ГС 138 ] |
| 151       | Бачинский Степан Ульянович       | 02.09.1902 — 15.02.1984 | Бригадир полеводческой бригады семеноводческого совхоза «Шаровка» Министерства совхозов СССР, Ярмолинецкий район Каменец-Подольской области                                                                                                 | 13.03.1948      | [ ГС 139 ] |
| 152       | Бачкай Павел Васильевич          | 1897 — ????             | Звеньевой колхоза имени Ленина Береговского округа Закарпатской области | 21.06.1949      |            |
| 153       | Бачурин Павел Григорьевич        | 17.06.1931 — 09.10.2004 | Бригадир полеводческой бригады колхоза «Вперёд к коммунизму» Сорокинского района Тюменской области | 11.01.1957      | [ ГС 140 ] |
| 154       | Башилов Михаил Александрович     | 10.09.1923 — 05.08.2009 | Фрезеровщик Машиностроительного конструкторского бюро «Факел» Министерства авиационной промышленности СССР, гор. Химки Московской области                                                                                                   | 26.09.1979      | [ ГС 141 ] |
| 155       | Башинов Иван Владимирович        | 1910 — 24.08.1994       | Чабан совхоза «Бильчирский» Боханского района Усть-Ордынского Бурятского национального округа Иркутской области | 08.04.1971      | [ ГС 142 ] |
| 156       | Баширин Иван Степанович          | 19.01.1921 — 09.04.1993 | Директор учебно-опытного хозяйства «Оёкское» Иркутского сельскохозяйственного института | 05.12.1985      | [ ГС 143 ] |
| 157       | Баширов Алибаба Баба оглы        | 1914 — 10.12.1978       | Председатель колхоза «Социализм» Ахсуинского района Азербайджанской ССР | 12.01.1951      | [ ГС 144 ] |
| 158       | Баширов Карим Нурмухамедович     | 1909 — ????             | Звеньевой колхоза «Передовой» Октябрьского района Сталинабадской области | 03.05.1949      |            |
| 159       | Башкатова Александра Петровна    | 18.04.1930 — 2017       | Доярка совхоза «Дегтянский» Сосновского района Тамбовской области | 22.03.1966      |            |
| 160       | Башкин Иван Михайлович           | 29.07.1896 — 03.11.1976 | Главный агроном районного отдела сельского хозяйства Курган-Тюбинского района Сталинабадской области | 02.06.1948      | [ ГС 145 ] |
| 161       | Башкиров Пётр Алексеевич         | 1923—1999               | Монтёр Хабаровского эксплуатационно-технического узла связи Министерства связи СССР, Хабаровский край | 18.07.1966      | [ ГС 146 ] |
| 162       | Башкирцева Александра Дмитриевна | 1911—1969               | Звеньевая Земетчинского свеклосовхоза Министерства пищевой промышленности СССР, Земетчинский район Пензенской области | 18.05.1948      | [ ГС 147 ] |
| 163       | Башловка Никифор Семёнович       | 1904 — ????             | Председатель колхоза имени Кирова Больше-Висковского района Кировоградской области | 13.05.1948      | [ ГС 148 ] |
| 164       | Башмаков Николай Иванович        | 15.10.1904 — 06.09.1996 | Директор Уральской областной сельскохозяйственной станции | 23.06.1966      | [ ГС 149 ] |
| 165       | Башмакова Лидия Ивановна         | 08.08.1926 — 09.08.2012 | Доярка колхоза имени Радищева Гжатского района Смоленской области | 10.03.1958      | [ ГС 150 ] |
| 166       | Башпанов Тастан                  | 1886—1972               | Заведующий коневодством колхоза имени Молотова Новобогатинского района Гурьевской области | 23.07.1948      | [ ГС 151 ] |
| 167       | Баштанар Любовь Ивановна         | 01.01.1917 — 17.02.1997 | Доярка колхоза «Бильшовык» Ямпольского района Винницкой области | 22.03.1966      | [ ГС 152 ] |
| 168       | Баштанник Григорий Семёнович     | 1914 — 07.05.1993       | Бригадир совхоза «Чапаевский» Запорожского района Запорожской области | 23.06.1966      | [ ГС 153 ] |
| 169       | Баштанюк Геннадий Сергеевич      | род. 22.10.1949         | Бригадир слесарей-ремонтников литейного завода Камского объединения по производству большегрузных автомобилей (КамАЗ) Министерства автомобильной промышленности СССР, Татарская АССР                                                        | 10.06.1986      | [ ГС 154 ] |
| 170       | Баштовая Наталья Григорьевна     | 1915 — ????             | Звеньевая зернового совхоза «Староминский» Министерства совхозов СССР, Старо-Минский район Краснодарского края | 11.02.1949      | [ ГС 155 ] |
| 171       | Баштовой Пётр Алексеевич         | 1927—1984               | Тракторист колхоза «Путь к коммунизму» Апанасенковского района Ставропольского края | 07.12.1973      | [ ГС 156 ] |
| 172       | Баштык Ульяна Даниловна          | 1899 — 11.1969          | Звеньевая колхоза имени Сталина Сокальского района Львовской области | 06.08.1949      | [ ГС 157 ] |
| 173       | Баяндин Пётр Андреевич           | 12.07.1907 — 14.03.1993 | Заведующий отделением грудной хирургии Мурманской областной больницы | 27.04.1966      | [ ГС 158 ] |
| 174       | Баянов Базар                     | 1904—1982               | Старший чабан совхоза «Красный великан» Борзинского района Читинской области | 14.12.1957      | [ ГС 159 ] |

| Навигационная таблица | Навигационная таблица   |
| --------------------- | ----------------------- |
| «Б»                   | Баба-Заде — Базилевский |
| «Б»                   | Баиров — Банцер         |
| «Б»                   | Барабанов — Баянов      |
| «Б»                   | Бгажноков — Бенидзе     |
| «Б»                   | Берг — Блюнская         |
| «Б»                   | Бобенко — Болюнова      |
| «Б»                   | Бондарев — Бояршинова   |
| «Б»                   | Брагазин — Бульбаха     |
| «Б»                   | Буматов — Бяшимова      |